# Rio Moa

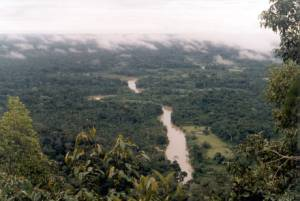
Rio Moa.

Le Rio Moa est un cours d'eau brésilien qui arrose l'État d'Acre. Ses sources marquent le point le plus occidental du pays.
- Localisation : 7° 33′ 13″ S, 73° 59′ 32″ O

Les autres points extrêmes brésiliens sont :
- au Nord : les sources du Rio Ailã sur le Mont Caburaí, dans l'État du Roraima ;
- au Sud : l'Arroio Chuí, dans l'État du Rio Grande do Sul ;
- à l'Est (sur le continent) : la Pointe du Seixas (Ponta do Seixas), dans l'État de la Paraíba ;
- à l'Est (en mer) : les rochers de Saint-Pierre et Saint-Paul.